# A Place in the Sun (serie televisiva de 2019)
A Place in the Sun (en hangul 태양의 계절; hanja: 太陽의 季節; RR: Taeyangeui Gyejeol) es una serie de televisión surcoreana de 2019 dirigida por Kim Won-yong y protagonizada por  Oh Chang-seok, Yoon So-yi, Choi Sung-jae y Ha Si-eun.

## Sinopsis
La serie narra una historia de venganza y amor que rodea a un chaebol, una persona de la clase alta de la sociedad.

## Reparto

### Personajes principales
- Oh Chang-seok como Oh Tae-yang / Kim Yoo-wol, nieto de Yangji Group, hijo natural de Jung-hee, esposo de Deok-sil, padre natural de J-min y Saet-byeol y sobrino de Sook-hee.
  - Choi Seung-hun como Tae-yang / Yoo-wol de niño.
- Yoon So-yi como Yoon Si-wol, asistente de Yangji Group. Nieta de Yangji Group, exnovia de Yoo-wol, esposa de Gwang-il, madre de Ji-min
- Choi Sung-jae como Choi Gwang-il, un chaebol de tercera generación con aspecto de niño con el destino de un rey, vicepresidente del Grupo Yangji y presidente de Yangji Logics, hijastro de Jung-hee, hijo natural de Mi-ran y Tae-joon, esposo de Si-wol, hermano gemelo de Deok-sil.
- Ha Si-eun como Chae Deok-sil, vicepresidenta de Sun Holdings, esposa de Yoo-wol, madre de Saet-byeol, hija de Mi-ran, hermana gemela de Gwang-il.[2]

### Personajes secundarios
- Jung Han-yong como Jang Wol-cheon, fundador de Yangji Group, presidente honorario.
- Choi Jung-woo como Choi Tae-joon,  presidente de Yangji Group, yerno mayor del presidente Jang, esposo de Jung-hee, padre de Gwang-il y ex amante de Mi-ran.
- Lee Duk-hee como Jang Jeong-hee: propietaria de Yangji Fashions, hija mayor del presidente Jang Wol-chun, madre natural de Yoo-wol, media hermana de Sook-hee, madrastra de Gwang-il y esposa de Tae-joon.
- Kim Na-woon como Jang Sook-hee: la segunda hija del presidente Jang Wol-chun, media hermana de Jung-hee, esposa de Jae-yong, madre de Min-jae, suegra de Ji-eun, abuela de Ji-wook, latía de Yoo-wol.
- Yoo Tae-woong como Park Jae-yong: segundo yerno del presidente Jang Wol-chun, marido de Sook-hee, padre de Min-jae, suegro de Ji-eun, abuelo de Ji-wook y tío de Yoo-wol.
- Ji Chan como Park Min-jae: segundo nieto del presidente Jang Wol-chun, hijo de Sook-hee y Jae-yong, futuro esposo de Ji-eun, padre de Ji-wook, primo segundo de Yoo-wol.
- Kim Joo-ri como Hong Ji-eun: hija del presidente Hong de Daesong Group, futura esposa de Min-jae, nuera de Jae-yong y Sook-hee, madre de Ji-wook, nieta de Yangji Group.
- Seo Kyung-hwa como Yang Nam-kyeong - ama de llaves principal del presidente Jang Wol-chun.

## Recepción
La serie logró en su primer día de emisión un índice de audiencia del 10,4%, significativamente inferior al de la serie cuyo lugar en la programación ocupaba, Left-handed Wife. William Schwartz (HanCinema) señala que puede deberse a la disminución general del interés de los espectadores por las series televisivas, pero también a que la historia que narra parece bastante débil. Sin embargo, la serie recuperó lentamente audiencia hasta quedarse en el entorno del 15% en la segunda mitad de su emisión, desde septiembre de 2019.

## Premios y candidaturas
| Año  | Premio                                      | Categoría                                           | Candidato     | Resultado |
| ---- | ------------------------------------------- | --------------------------------------------------- | ------------- | --------- |
| 2019 | KBS Drama Award                             | Premio a la excelencia, actor en serie diaria       | Oh Chang-seok | Nominado  |
| 2019 | KBS Drama Award                             | Premio a la excelencia, actriz en serie diaria      | Yoon So-yi    | Nominado  |
| 2019 | 27th Korean Culture and Entertainment Award | Mejor actriz en una serie                           | Yoon So-yi    | Ganadora  |
| 2020 | 7th APAN Star Award                         | Premio a la gran excelencia, actor en serie diaria  | Oh Chang-seok | Nominado  |
| 2020 | 7th APAN Star Award                         | Premio a la gran excelencia, actriz en serie diaria | Yoon So-yi    | Nominado  |